# 하비바스 제도

하비바스 제도

해안에서 본 섬들

하비바스 제도(아랍어: جزر حبيبة) 북위 35° 43′ 29″ 서경 1° 8′ 00″ / 북위 35.72472°  서경 1.13333° 는 오랑 북서쪽 알제리 해안에서 약 12 km 떨어진 곳에 위치한 가르비아(Gharbia)와 차르기아(Charguia)라는 두 개의 작고 바위가 많은 섬으로 이루어진 작은 군도이다. 행정적으로는 알제리 아인테무셴트주의 부제자르 시에 속한다. 이 섬들과 주변 해역은 일르 하비바스 해양 자연 보호 구역을 이룬다.

## 지리
이 섬들은 화산 기원이다. 가장 큰 가르비아는 길이가 1.3 km이다. 군도의 총 육지 면적은 약 40 헥타르이다. 섬에서 가장 높은 지점은 105 m이다. 영구 거주 인구는 없지만 작은 방파제, 등대(1879년 건립), 몇 채의 작은 건물이 있다.

### 환경
섬의 관목 식생에는 에페드라 프라질리스, 위타니아 프루테스켄스, 프랑케니아 코림보사가 포함된다. 이 군도는 버드라이프 인터내셔널에 의해 중요조류지역(IBA)으로 지정되었는데, 이는 오두앵갈매와 엘레오노라매의 중요한 번식 개체군을 지탱하기 때문이다.

## 역사
2006년 말까지 알제리 및 프랑스의 자금 지원을 받아 섬 복원 및 유지 프로젝트가 시작될 예정이었다. 명시된 목표는 지역 생태계를 지원하는 것이었다.

## 같이 보기
- 알제리의 등대 목록